# 沼澤門站
沼澤門站（英語：Moorgate station）是英國國鐵、伊利沙伯線以及倫敦地鐵大都會線、漢默史密斯及城市線、環線和北線的鐵路轉乘站，位於倫敦市沼澤門一帶。本站屬於倫敦車站群，亦屬於倫敦軌道運輸第1收費區。在英國國鐵部分，本站是北城市線的南端總站，並提供由泰晤士連線和大北方營運、前往哈特福德、韋林花園市、萊奇沃思和斯蒂夫尼奇的城際列車服務。
本站於1865年12月23日啟用，當時是大都會鐵路的東端總站。1900年2月25日，城市及南倫敦鐵路延伸至本站。1904年2月14日，大北方及城市鐵路開始服務本站。1975年2月28日，沼澤門地鐵撞車事故造成43死74傷，是倫敦地鐵在非戰爭期間死傷人數最多的一樁重大意外。
本站的泰晤士連線列車服務於2009年3月20日終止。2022年5月24日，隨著伊利沙伯線通車，本站乘客可於閘內經該線月台前往利物浦街地鐵站。

## 車站佈置及接駁交通

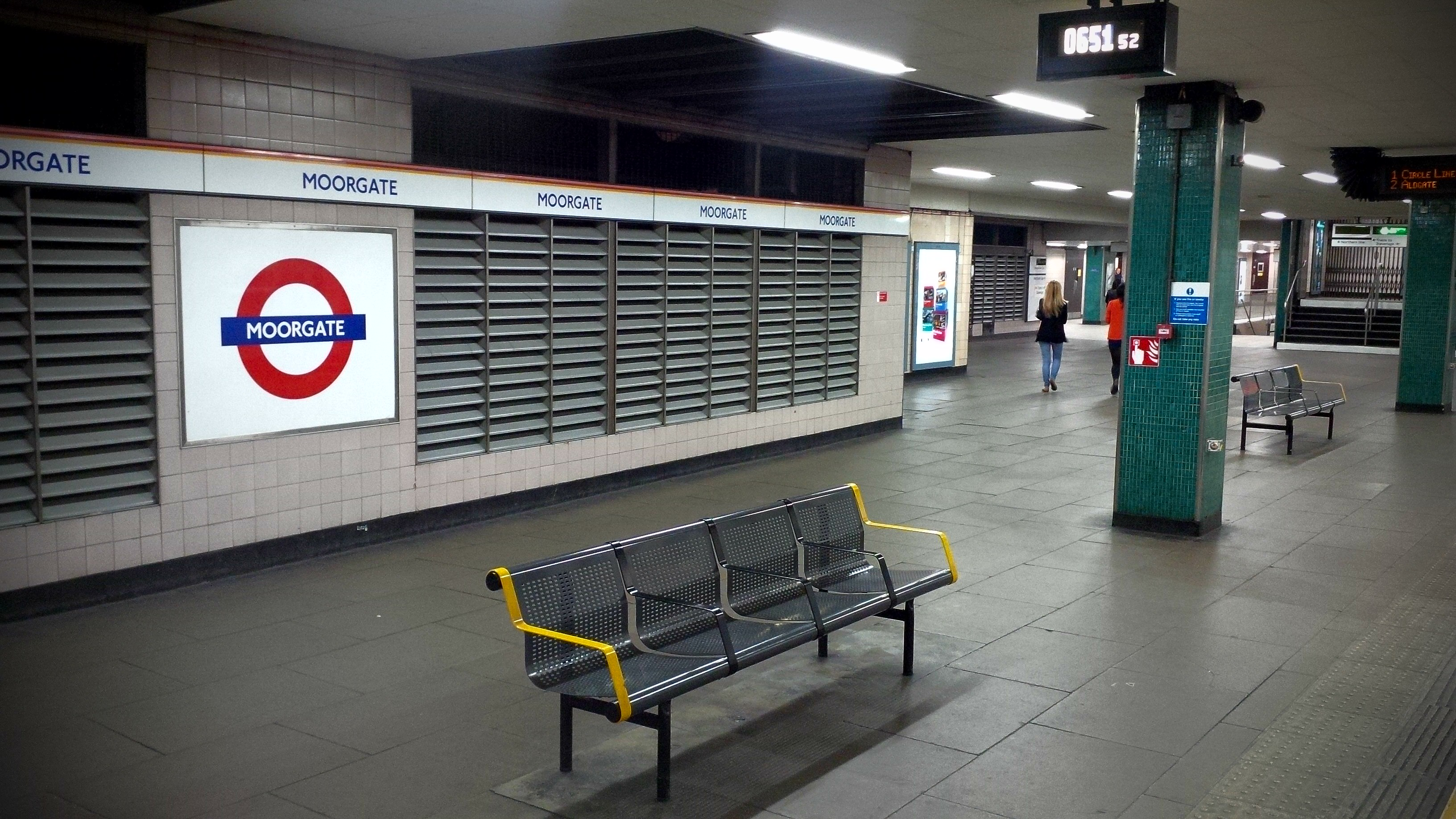
位於本站淺層部分的1號月台（橫貫鐵路工程開展前）

大都會線、漢默史密斯及城市線和環線均使用1、2號月台。3-6號月台則是終端式月台，其3、4號月台於繁忙時間供列車始發終到。5、6號月台是前泰晤士連線月台，曾提供來往貝德福德和本站的城際列車服務，現時它們被用作停放列車。
北線、北城市線月台則位於深層管道部分。北線列車使用7、8號月台，北城市線上的國鐵列車則使用9、10號月台（終端式月台），並提供途經東海岸主線至北倫敦、哈特福德、韋林花園市、萊奇沃思和斯蒂夫尼奇的服務。
伊利沙伯線月台則位於本站和利物浦街車站中間。雖然該月台標示為利物浦街站，但其西端設有閘內通道連接本站大堂。乘客毋須出閘就可由本站各線月台經大堂前往伊利沙伯線月台，並到達月台東端的利物浦街地鐵站轉乘中央線。
倫敦交通局於此站設出閘轉乘機制，使用蠔卡或其他非接觸式支付系統於指定時間內於本站與利物浦街國鐵站 / 利物浦街地鐵站間轉綫，會被視作一程車程。
倫敦巴士 21、43、76、100、141和153號均途經本站。 

## 歷史

### 淺層鐵路站

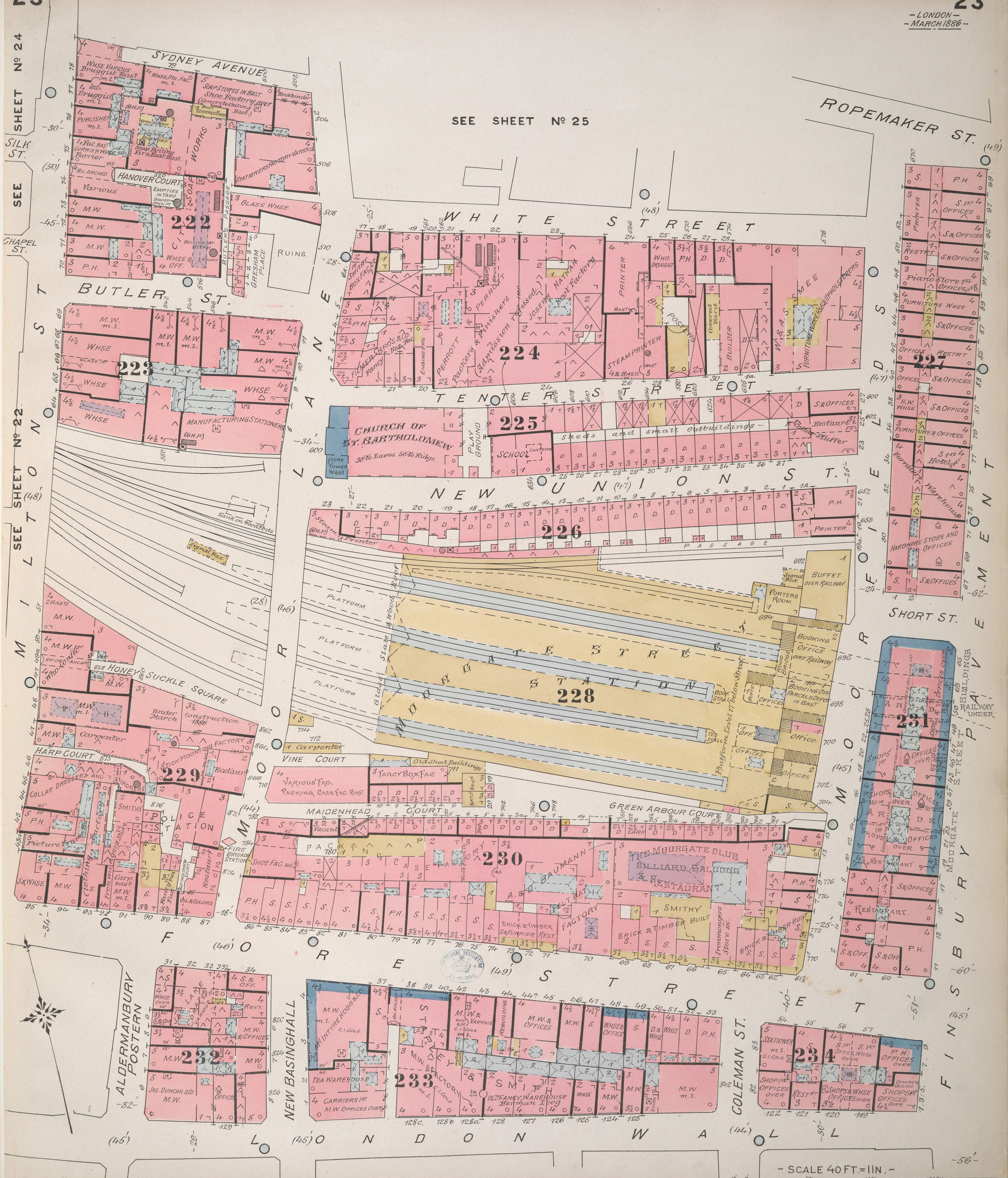
1886年的沼澤門街站平面圖

1865年12月23日，大都會鐵路首次延伸，由法靈頓站東延至本站。當時本站名稱為沼澤門街站。由於愈來愈多來自其他鐵路公司的列車使用大都會鐵路，大都會鐵路公司決定四線化國王十字站和本站間的一段大都會鐵路。四線化後新設的兩條軌道被稱為城市拓寬線（或拓寬線）。拓寬線全線於1866年7月1日（本站至法靈頓站一段）和1868年2月17日（法靈頓站至國王十字站一段）陸續通車。米德蘭鐵路開始於本站提供途經肯蒂什鎮站的市郊列車服務，大北部鐵路則提供途經國王十字站的市郊列車服務。
1871年7月1日起，大都會鐵路與區域鐵路公司共同開設內環線服務。由於本站以東至市長官邸站一段鐵路尚未落成，內環線（實質未成環）列車服務為本站至市長官邸站，途經西倫敦的南肯辛頓和埃奇韋爾路站，每十分鐘一班車。
1872年8月2日，大西部鐵路公司開設中環線服務，走線為沼澤門街—市長官邸，途經西倫敦線上的艾迪生路站，每30分鐘1班車。
1874年2月2日，大東部鐵路公司於利物浦街興建的新鐵路總站落成啟用，大都會鐵路隨即於翌年2月1日將列車服務由本站東延至此總站。1875年7月12日，隨著大都會鐵路於利物浦街興建的地鐵站落成啟用，列車改為以地鐵站為總站。中環線列車服務亦同步由本站東延至利物浦街，並於1876年12月4日隨大都會鐵路再東延至阿爾德門站 。
1884年10月6日，內環線隨著阿爾德門至市長官邸站一段鐵路通車而得以閉合成環，因此本站亦於同日起提供內環線順、逆時針的列車服務（與2009年12月13日前環線路線相同）。儘管如此，中環線列車仍維持以阿爾德門為總站。
1900年7月1日起，中環線縮短為阿爾德門—伯爵宮（經艾迪生路），並隨後於1905年1月31日終止服務。1906年11月5日起，大都會鐵路開始提供阿爾德門—艾迪生路的列車服務，每小時4班車。二戰期間，西倫敦線於1939至1940年受到數次轟炸，阿爾德門—艾迪生路的列車服務最終於1940年10月19日終止。自此本站再沒有前往阿克斯橋路（現址為牧者叢車站）和艾迪生路站的列車服務。

### 深層鐵路站
1893年8月24日，城市及南倫敦鐵路公司獲御准興建鐵路延線，把城市及南倫敦鐵路由自治市以北延伸至本站，中途設倫敦橋站和銀行站。1900年2月25日，本站隨北延段通車而啟用。翌年11月17日，城市及南倫敦鐵路由本站延伸至老街站，中途設天使站、城市街站。

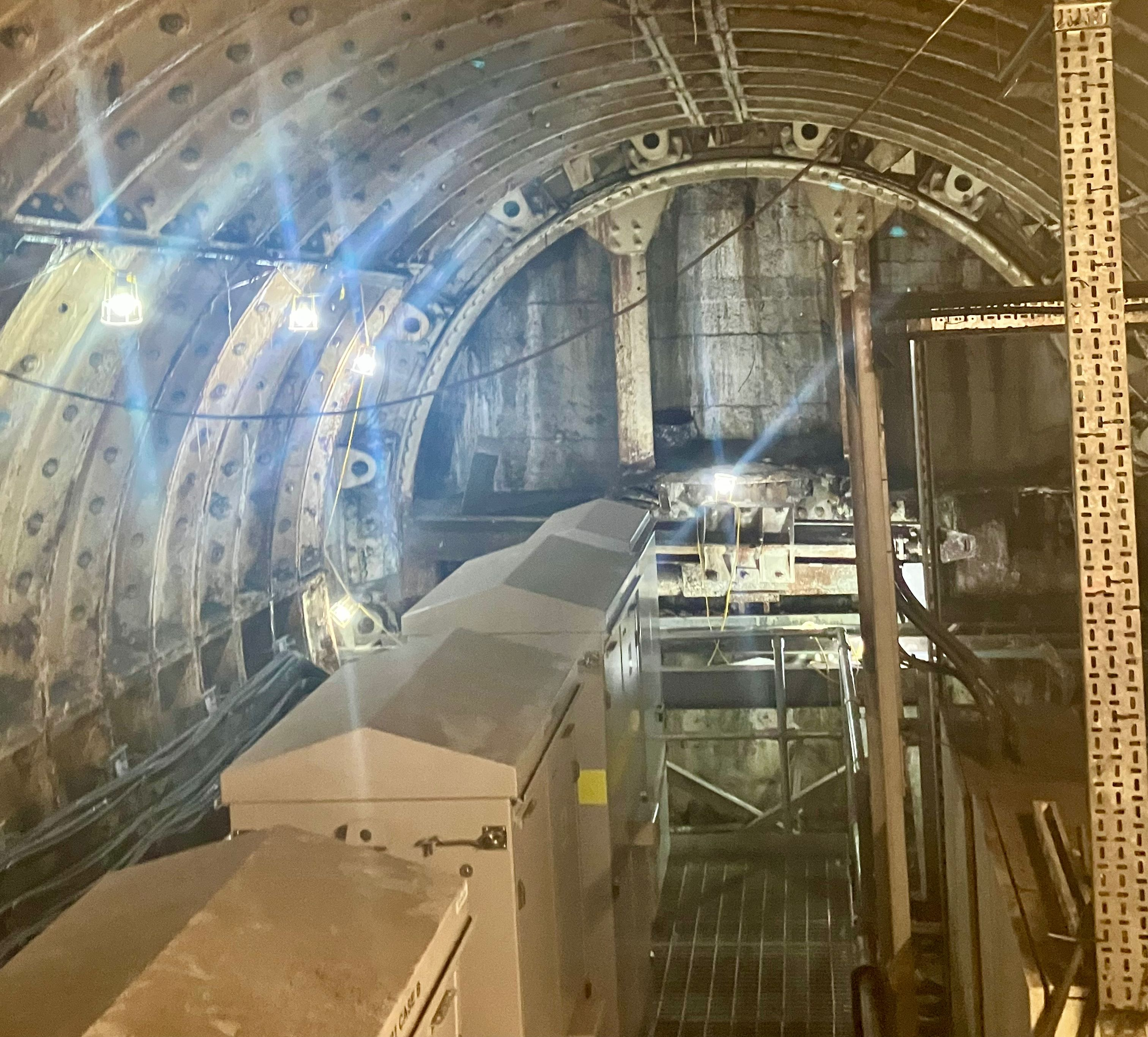
遺留在本站北城市線10號月台軌道隧道盡頭的鑽挖機

1902年8月8日，大北方及城市鐵路獲御准興建鐵路延線，把當時仍在興建中的北城市線由本站向南延伸250米至樂伯里站。此延伸計劃的奇異之處是本站與樂伯里站間的隧道比兩站的月台長度短。因此若樂伯里站得以落成，列車車尾尚未完全離開本站，車頭就已經進入樂伯里站。由於樂伯里站南方就是城市及南倫敦鐵路的隧道，因此北城市線隧道無法繼續往南延伸。本站至樂伯里站一段隧道曾經進入施工階段，但不久就停工。當時的鑽挖機至今仍遺留在本站北城市線10號月台南端的隧道盡頭。
1904年2月14日，大北方及城市鐵路的北城市線通車，並開始提供來往本站和芬斯伯里公園站的列車服務。該線隧道直徑達4.9米，較一般倫敦地鐵深層隧道（普遍直徑少於3.7米）長，因此該線能容納城際列車。1913年大都會鐵路公司購得北城市線後，曾計劃將該線由本站向南延伸，以接駁滑鐵盧及城市線，最終計劃擱淺。由於該線的乘客量逐漸減少，因此該線向北連接大北方鐵路，以提供直通運轉列車服務的計劃亦未有實現。
1922年8月，城市及南倫敦鐵路尤斯頓至本站段關閉，讓工程人員得以擴闊沿線隧道的直徑至3.56米。當時城市及南倫敦鐵路本站以南路段仍然繼續營運，該段隧道的擴闊工程則於晚間進行。1923年11月27日，有列車撞到象堡站附近一未完成挖掘處的臨時支撐，導致部分隧道倒塌，大量泥土湧入隧道。 當日該段鐵路仍分為兩部分進行了短暫運營，但翌日本站以南整段鐵路亦完全關閉。 1924年4月20日，城市及南倫敦鐵路尤斯頓至本站路段於重新開放，連接尤斯頓至卡姆登鎮的新隧道亦於同日啟用，使列車服務得以往北延伸至亨頓中央、肯蒂什鎮等地。同年10月24日，本站由沼澤門街站改名為沼澤門站。城市及南倫敦鐵路本站至克拉珀姆公園段則於同年12月1日重開。

### 1930年代
1933年7月1日，所有在倫敦經營地下鐵路的公司被公有化，其資產轉移至政府成立的倫敦客運委員會。因此本站的地鐵服務（包括北城市線）改由倫敦客運委員會提供。
北城市線於1934年被標示為埃奇韋爾—摩登線（1937年改稱北線）的一部分，並於1939年由大都會線轉交北線營運。在北部高地計劃中，北城市線將會於芬斯伯里公園站設聯絡線至倫敦及東北鐵路公司的亞歷山德拉宮支線，使本站出發的北城市線北行列車將以亞歷山德拉宮為終點站。最終該計劃中的工程因二戰爆發而被腰斬。
為了緩解區域線白教堂以東路段的擁擠情況，倫敦客運委員會於1936年將部分大都會線直通東倫敦線（漢默史密斯—新十字/新十字門）的列車服務改為直通區域線（漢默史密斯—巴金）。本站自此開始提供前往巴金的列車服務。

### 二戰後發展
1948年，英國大部分鐵路公司被國有化，英國鐵路繼承了倫敦及東北鐵路公司於本站提供的城際列車服務（均途經拓寬線）。一開始英國鐵路仍然以蒸汽列車服務本站。
1949年的倫敦計劃工作小組報告曾建議北城市線由本站向南延伸至伍利奇及水晶宮（途經銀行及倫敦橋站），並恢復北延至亞歷山德拉宮支線 。然而南延、北延計劃最終均並未實施，英國鐵路亦於1954年7月3日終止亞歷山德拉宮支線的客運業務。
服務本站的蒸汽列車隨後於1960年代被柴聯車取代，柴聯車則於1976年被英國鐵路313型電聯車取代。
由於芬斯伯里公園站的北城市線月台需要被改作維多利亞線月台（讓乘客得以跨月台轉乘皮卡迪利線 / 維多利亞線），因此倫敦地鐵北城市線營運區間由1964年10月5日起縮短為本站—德雷頓公園。

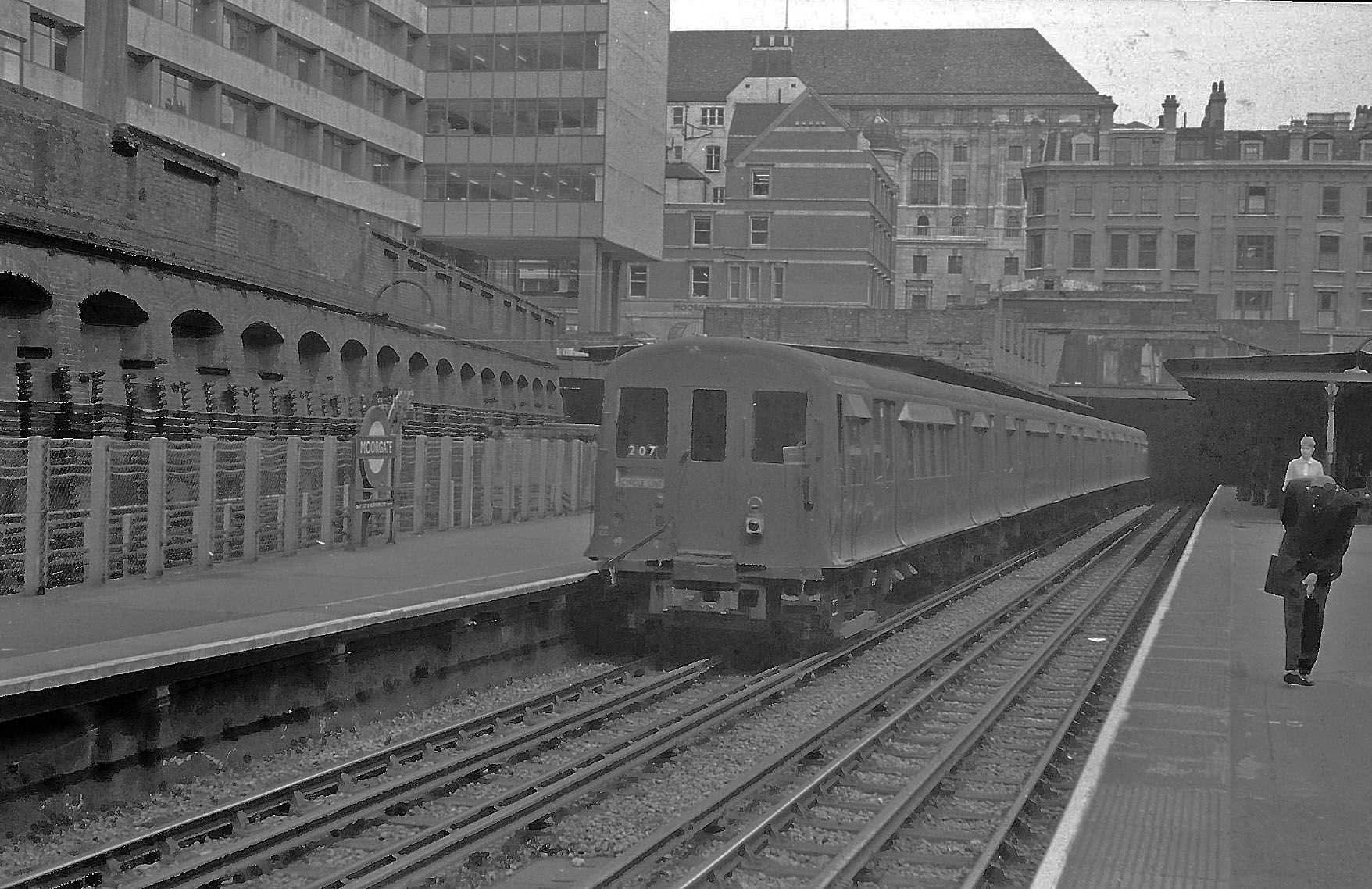
1969年時的環線月台

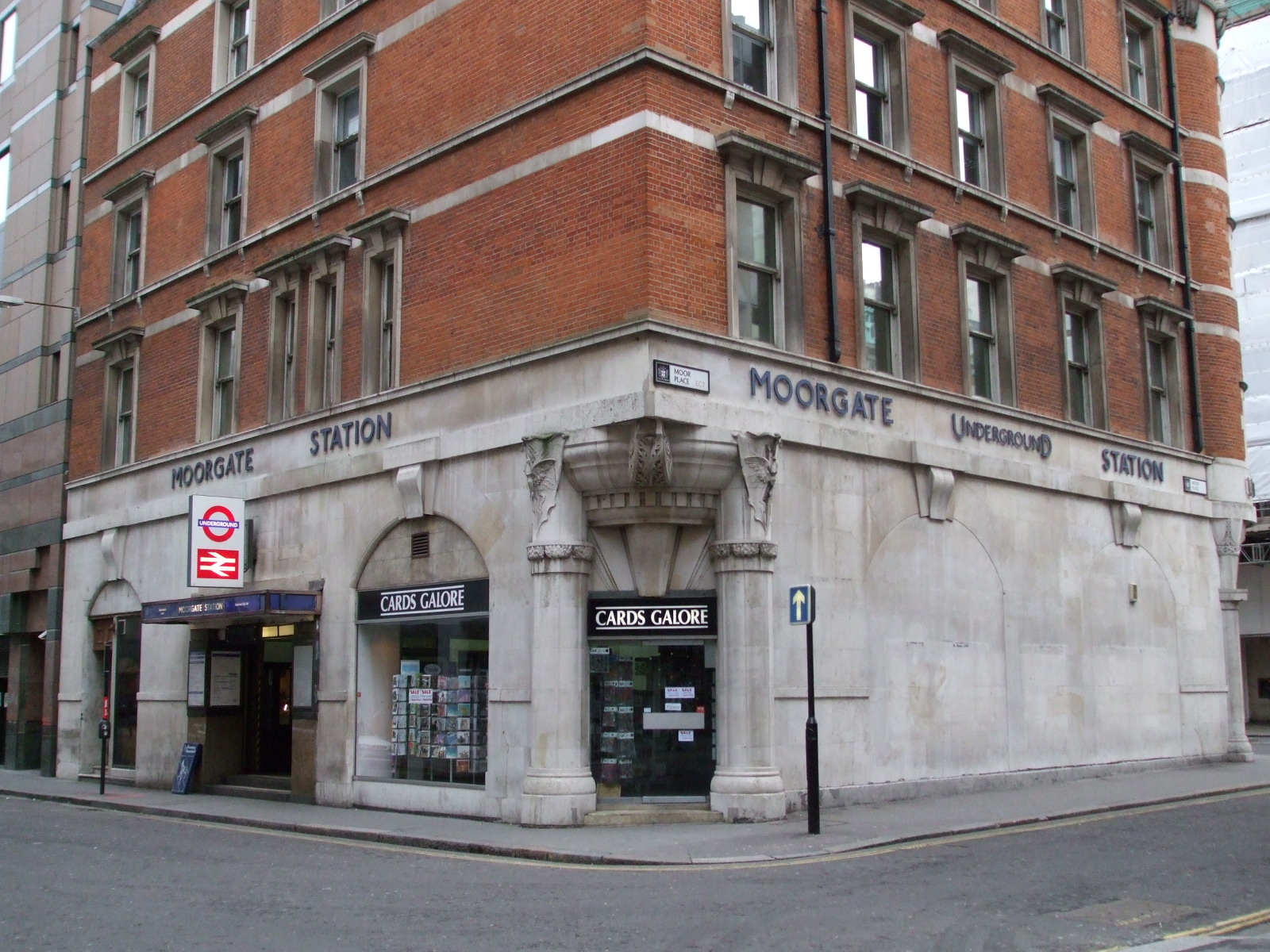
本站位於沼澤地的出入口

1960年代，本站的地面及地下部分均被現代化，拓寬線月台數目亦增至六座。本站的月台亦重新排列，使本站至巴貝肯站一段約460米長的鐵路得以拉直及向南移，以騰出空間發展巴比肯屋村。
1975年2月28日早上8時46分，一列北城市線南行列車於本站撞向9號月台末端的列車隧道盡頭，造成43死74傷，成為倫敦地鐵在非戰爭期間死傷人數最多的事故。同年10月4日，倫敦地鐵最後一日營運北城市線。此後，北城市線停止營運，並移交英國鐵路公司。
英國鐵路公司隨後將北城市線電氣化，並把北城市線改為於芬斯伯里公園連接東海岸主線，使本站得以開辦前往哈特福德和韋林花園市的國鐵列車服務。1976年8月，相關工程完成後，原有的芬斯伯里公園至寬街車站（途經北倫敦線城市支線）、芬斯伯里公園至本站（途經拓寬線）列車服務就被芬斯伯里公園至本站（途經北城市線）服務取代。
1982年，拓寬線以架空電纜方式電氣化，並被改稱沼澤門線。拓寬線電氣化後，來自貝德福德的米德蘭城市線列車服務得以經拓寬線延伸至本站。1988年5月起，該服務被納入為泰晤士連線的列車服務。
1990年7月30日，大都會線漢默史密斯至巴金的列車服務獲升格獨立成線，稱為漢默史密斯及城市線。本站亦因此成為漢默史密斯及城市線的車站。

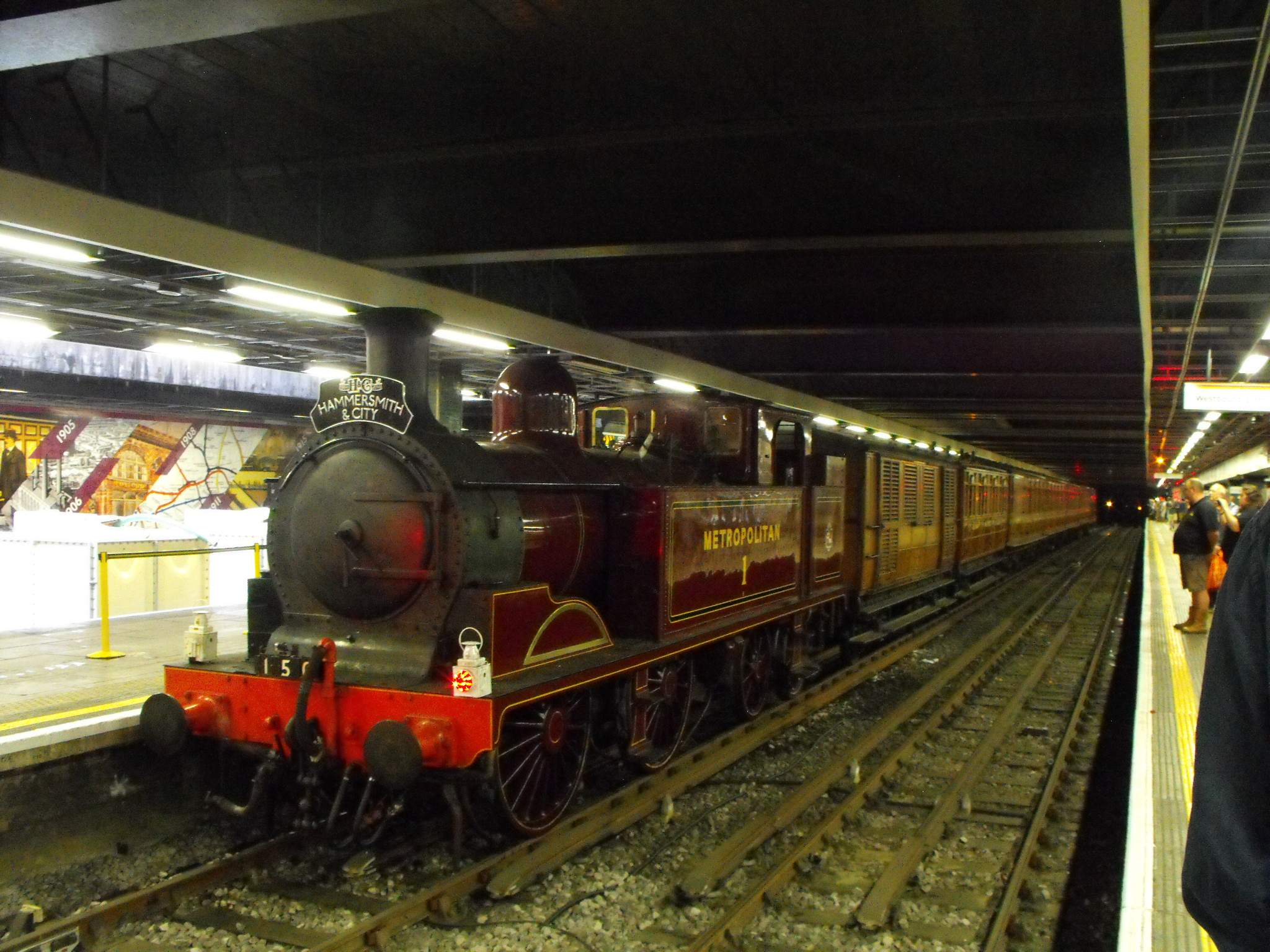
2014年時停泊於本站的大都會鐵路E型蒸汽火車

2003年，泰晤士連線沼澤門支線改為只於繁忙時間服務。在泰晤士連線改造工程中，法靈頓站的泰晤士連線月台需要延長至可容納十二卡列車。由於該站以北的斜坡太斜，月台只能向南延伸。然而，月台的延伸部分需要佔用該站與本站之間的一段拓寬線路軌，導致泰晤士連線沼澤門支線需要永久停駛。本站的泰晤士連線列車服務於2009年3月20日終止。

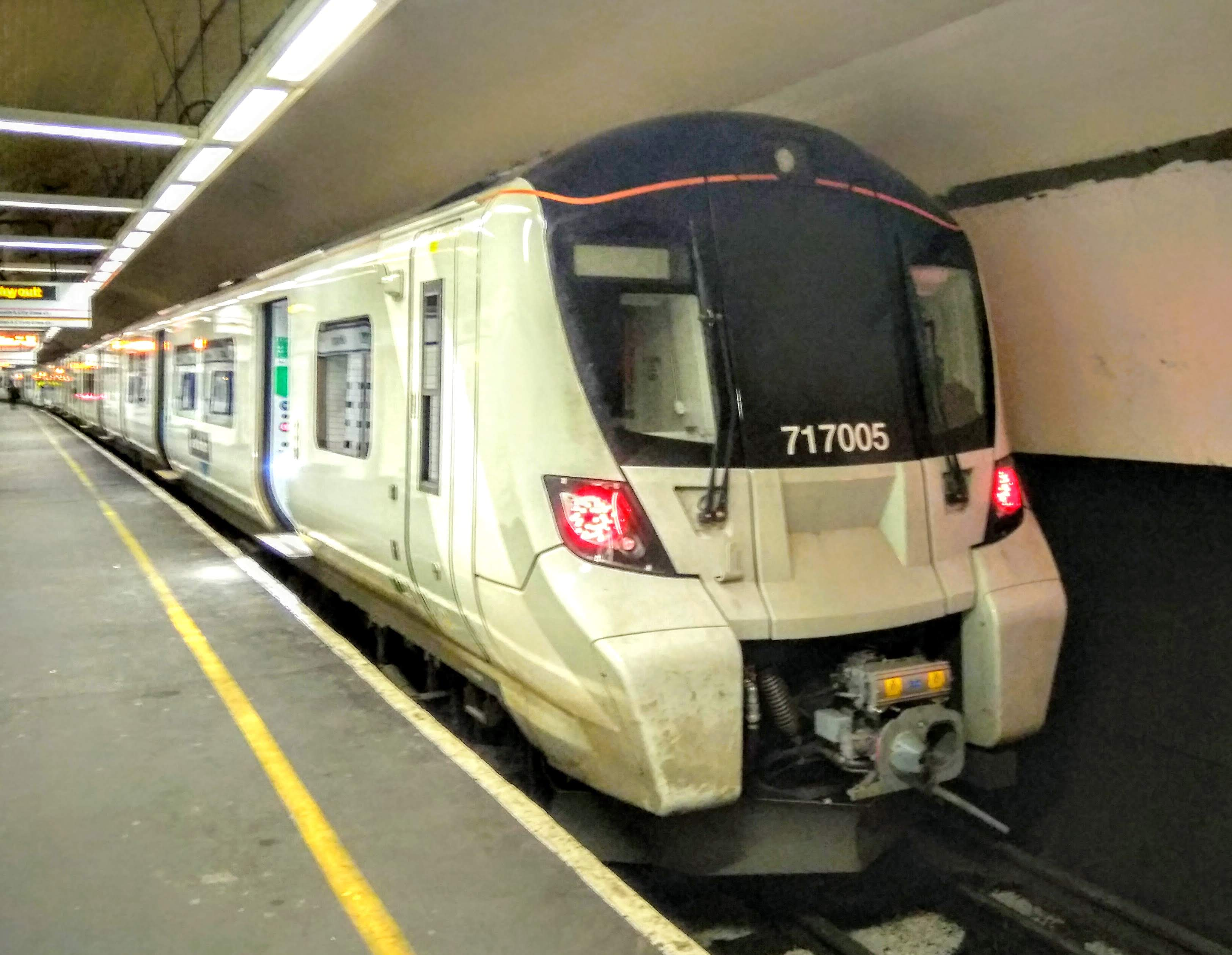
停泊於本站北城市線月台的英國鐵路717型電聯車

2021年7月5日，翻新後的沼澤地出入口重新開放。此出入口提供前往大都會線、漢默史密斯及城市線、環線和伊利沙伯線的無障礙通道。
在橫貫鐵路工程中，利物浦街地鐵站的西票務大堂就會設於本站東端。2022年5月24日，隨著伊利沙伯線通車，本站乘客可於閘內經該線月台前往利物浦街地鐵站。

## 鄰近地標
- 倫敦市政廳
- 巴比肯藝術中心
- 倫敦城牆
- 芬斯伯里圓環
- Citypoint